# Universidad de Sherbrooke
La Université de Sherbrooke, fundada en 1954, es una universidad francófona situada en Sherbrooke, en la región de Estrie (Quebec, Canadá). La Universidad cuenta con 35.000 alumnos y su cuerpo docente se compone de 3200 personas (datos de 2007). En total, la Universidad emplea a 6.400 personas. Cuenta asimismo con más de 100.000 graduados y ofrece 46 programas de licenciatura, 48 programas de maestría y 27 programas de doctorado. Posee 61 cátedras de investigación que abarcan ámbitos como la farmacología, la microelectrónica o el medio ambiente, entre otros.
La Université de Sherbrooke posee seis campus : 
- El Campus principal de Sherbrooke
- El Campus de la salud de Sherbrooke
- El Campus del centro urbano de Sherbrooke
- El Campus de Longueuil
- El Campus conjunto de Saguenay (en el emplazamiento de la UQAC)
- El Campus conjunto de Moncton en Nuevo-Brunswick (en el emplazamiento de la Université de Moncton, Nuevo-Brunswick)

## Historia
La Université de Sherbrooke nació del deseo de establecer una universidad católica francófona en una región inicialmente de fuerte densidad anglófona. En sus comienzos, la actividad académica estuvo marcada por los ritos religiosos. Hacia finales de los años 1960, el número de sacerdotes que trabajan para la Universidad disminuye considerablemente. El año 1975 constituye en cierto modo el final oficial de la actividad religiosa en este establecimiento, puesto que se nombra a un rector laico. Sin embargo, cabe destacar que el Departamento de teología es el único católico en Quebec.
En 2007, las actividades de la UdeS se centran principalmente en la formación y en la investigación.

## Rectores
- 2011 -  presente : Luce Samoisette
- 2001 - 2011 : Bruno-Marie Béchard
- 1993 - 2001 : Pierre Reid
- 1985 - 1993 : Aldée Cabana
- 1981 - 1985 : Claude Hamel
- 1975 - 1981 : Yves Martin
- 1965 - 1975 : Msr. Roger Maltais
- 1955 - 1965 : Msr. Irénée Pinard
- 1954 - 1955 : Msr. Maurice Vincent

## Instituciones
La Université de Sherbrooke se compone de las siguientes facultades :
1. Facultad de administración
2. Facultad de derecho
3. Facultad de educación
4. Facultad de educación física y deportiva
5. Facultad de ingeniería
6. Facultad de letras y ciencias humanas
7. Facultad de medicina y ciencias de la salud
8. Facultad de ciencias
9. Facultad de teología, ética y filosofía

El Campus principal de Sherbrooke alberga :
- La dirección de la institución
- Los servicios de apoyo
- La mayoría de las facultades
- El Pabellón central
- El Pabellón multifuncional
- El Pabellón Univestrie (polideportivo)
- El Centro cultural y la sala de espectáculos Maurice-O'Bready
- La biblioteca de ciencias humanas
- La biblioteca de derecho y publicaciones gubernamentales
- La biblioteca de música
- La biblioteca de ciencias y de ingeniería
- El Centro de documentación
- El Centro Anne-Hébert
- El Centro de recursos pedagógicos (CRP)
- La cartoteca Jean-Marie Roy
- Las residencias de estudiantes

El Campus de la salud de Sherbrooke alberga :
- La Facultad de medicina y ciencias de la salud
- El Instituto de farmacología de Sherbrooke
- El Centro hospitalario universitario de Sherbrooke
- El Centro de investigación clínica
- El Centro de desarrollo de las biotecnologías en Estrie
- El Pabellón Gérald-La Salle
- La biblioteca de ciencias de la salud
- Un centro deportivo
- Residencias de estudiantes

Le Campus de Longueuil se fundó en 1989. En él se ofrecen hoy en día más de 90 programas de formación, mayoritariamente de 2º ciclo, en ocho de las nueve facultades de la Université de Sherbrooke, a saber: administración; derecho; educación; ingeniería; letras y ciencia humanas; medicina y ciencias de la salud; ciencias; teología, ética y filosofía. Los programas, ya sean de 1º, 2º o tercer ciclo, se ofrecen en su mayoría a tiempo parcial, por la noche y los fines de semana o bajo diversas formas intensivas para permitir a los profesionales continuar en el mercado de trabajo.
Además de las actividades de formación, el Campus de Longueuil acoge proyectos de investigación aplicada de sus facultades, así como proyectos en colaboración con el Hospital Charles LeMoyne, centro afiliado universitario y regional de Montérégie, y contribuye activamente al desarrollo del medio social y comunitario de la región de Montérégie. Situado en la orilla sur de Montreal, frente a la estación de metro Longueuil- Université-de-Sherbrooke, el Campus de Longueuil acoge a varios miles de estudiantes al año. Sus programas de formación son pertinentes y su personal, dinámico. 
El Campus conjunto de Saguenay acoge desde 1996 a estudiantes de medicina.
El Campus conjunto de Moncton en Nuevo-Brunswick ofrece una formación a los estudiantes francófonos de medicina, igualmente desde 1996.

## Programas
La Université de Sherbrooke se distingue de sus competidoras, pues evoluciona en una región turística célebre por sus espacios verdes. Asimismo, se ofrecen prácticas cooperativas a la gran mayoría de los estudiantes inscritos en sus programas de formación.
La Universidad presenta diferentes programas de licenciatura, de maestría, de doctorado y de postdoctorado, además de diversos certificados y microprogramas. Es también la única universidad de Quebec, y una de las pocas universidades en el mundo, que ofrece un programa de licenciatura en derecho (L.L.B.) con maestría en administración de empresas (M.B.A.).

## Deportes
Los equipos deportivos de la Université de Sherbrooke se llaman Vert & Or (Verde y Oro).

## Medios de comunicación
La Institution publica un periódico, Liaison, destinado principalmente a las personas del campus, con una tirada de 8.500 ejemplares. Se distribuye gratuitamente por correo interno a 2600 miembros del personal: profesores, profesionales, directores de servicios, ejecutivos, miembros del personal de apoyo. Se envía asimismo por correo a unos 600 jubilados.
Cerca de 3500 ejemplares de Liaison se distribuyen gratuitamente en los expositores situados en las facultades y los servicios de los tres campus de la Universidad. Unos 1000 ejemplares se envían a los medios de comunicación, a los ministerios y a las instituciones de enseñanza de Quebec. El resto se distribuye en varios lugares de la ciudad de Sherbrooke, como las librerías y algunas instituciones de enseñanza.
La Universidad igualmente publica tres veces al año una revista destinada a los graduados, Sommets, hecha por parte del Servicio de comunicación. Se distribuye gratuitamente a las personas inscritas en el fichero central de los graduados, así como al personal de la Université de Sherbrooke y a los amigos del establecimiento. La tirada de esta revista es de 75.000 ejemplares.
Por otra parte, la comunidad de estudiantes de la Universidad es responsable de la producción de un periódico de estudiantes titulado Le Collectif y de una emisora de radio FM, CFAK 88,3 FM.

## Clasificación canadiense
Los resultados de un vasto estudio realizado entre los estudiantes de las universidades canadienses revelan que en 2006 la Université de Sherbrooke era, por tercera vez, la mejor clasificada en Canadá. 
Un estudio publicado a comienzos de noviembre de 2006 en el periódico de Toronto The Globe and Mail indica que la Université de Sherbrooke destaca notablemente por su excelente reputación (A+), la calidad de vida de sus campus (A+), los recursos tecnológicos que pone a disposición de sus estudiantes (A), la forma en que prepara a los estudiantes para su carrera profesional (A-), la calidad de la educación que ofrece (A-), así como los servicios que asegura a los estudiantes (A-). El número de estudiantes de la Université de Sherbrooke crece constantemente y la Universidad debe trabajar con la Ciudad de Sherbrooke para responder a esta afluencia.
A comienzos de 2005, la Université de Sherbrooke se clasificaba igualmente primera en el citado periódico de Toronto gracias a las siguientes notas: reputación (A+), calidad de vida del campus (A+), recursos tecnológicos (A), preparación para la carrera profesional (A), calidad de la educación (A-), servicios para estudiantes (A-), etc. 
Además de sus excelentes notas en los capítulos de la educación y de la vida en el campus, la Université de Sherbrooke mejora en gran medida la vida de sus estudiantes fuera del campus. En efecto, ofrece a la comunidad universitaria gratuitamente y en todo momento el transporte colectivo, en colaboración con la STS (Société de transport de Sherbrooke). Esta medida conoce además una popularidad creciente desde 2004.

## Mammouth
- El Centre de calcul scientifique (Centro de cálculo científico) de la Université de Sherbrooke posee el superordenador más potente de Canadá y uno de los más potentes del mundo (clasificado en el puesto 96 en top500.org[1] a partir de noviembre de 2006). Se lo conoce con el nombre de “Mammouth” (mamut) y posee más de 2.000 procesadores. Fue financiado con una subvención del organismo Réseau québécois de calcul de haute performance (RQCHP).

## Graduados célebres
Algunos de los estudiantes que hicieron sus estudios en esta universidad fueron:
- Laurent Beaudoin, presidente del consejo de administración de Bombardier
- Alain Bellemare, presidente-director general de Pratt & Whitney Canada
- Jean Charest, Ex Primer ministro de Quebec
- Michel Coutu, presidente-director general del Grupo Jean Coutu USA (operador de farmacias)
- Francine Décary, presidenta-directora general de Héma-Québec
- Dominique Demers, escritora
- Sonia Denoncourt, directora de desarrollo de mujeres árbitros internacionales de la FIFA
- Jean-René Dufort, presentador-humorista de radio y televisión
- Paul Gobeil, vicepresidente del consejo de administración de Métro
- Monique Grégoire, periodista del canal Argent
- Pierre-Marc Johnson, antiguo Primer ministro de Quebec
- Robert P. Kouri, que posteriormente será profesor de Derecho
- Pierre Légaré, humorista
- Normand Legault, presidente del Grand Prix F1 de Canadá
- Laurent Lemaire, presidente del consejo de administración de Papiers Cascades
- Jean Lemire, jefe de la misión Antarctique sobre los cambios climáticos y capitán del Sedna IV
- Patrick Marsolais, periodista del programa Flash
- Jean-Luc Mongrain, presentador de televisión
- Marc Quessy, exatleta internacional en silla de ruedas
- Henri-Paul Rousseau, presidente-director general de la Caisse de dépôt et de placement du Québec
- Raymond Royer, presidente-director general de Domtar
- Vincent Vallières, autor, compositor e intérprete

## Asociaciones y agrupaciones de estudiantes
La universidad de Sherbrooke cuenta con varias asociaciones de estudiantes entre las que se encuentran:
- ADEEP, Association des étudiants en pharmacologie. Esta asociación, bajo la supervisión de las AGES. Su constitución fue aprobada en una reunión general de las edades de 5 de abril de 2007.
- FEUS, Federación de estudiantes de la Université de Sherbrooke se fundó en 1955. Es la federación de estudiantes que, por su acreditación, representa al conjunto de estudiantes de primer ciclo. Cuenta con 10 asociaciones miembro y más de 13 000 estudiantes. Es uno de los grupos de presión más importantes en la región de Estrie. Es asimismo miembro de varios organismos externos, entre ellos la Federación de estudiantes universitarios de Quebec (FEUQ).
- AGEFLESH, Asociación general de estudiantes de la Facultad de letras y ciencias humanas de la Université de Sherbrooke existe desde 1993. Participó en el movimiento de huelga estudiantil contra el recorte de 103 millones de dólares de Aide financière aux études (AFE) en la primavera de 2005. Desde ese mismo año está acreditada como la única asociación que representa al conjunto de los estudiantes de la Facultad de letras y ciencias humanas.
- AGEEMUS, Asociación general de estudiantes de medicina de la Université de Sherbrooke fue fundada en 1969. Representa a los estudiantes presentes en los diferentes campus satélites de la Université de Sherbrooke (Longueuil, Chicoutimi, Moncton).
- AGED, Asociación general de estudiantes de derecho de la Université de Sherbrooke.
- AGEG, Asociación general de estudiantes de ingeniería de la Université de Sherbrooke.
- AETEP, Asociación de estudiantes de teología, ética y filosofía de la Université de Sherbrooke.
- AGES, Asociación general de estudiantes de ciencias de la Université de Sherbrooke.
- AGEEFEUS, Asociación general de estudiantes de la Facultad de educación de la Université de Sherbrooke. Representa a los estudiantes de primer ciclo de la Facultad de educación. Forma parte de la FEUS.
- AGEMDEUS, Asociación general de estudiantes de maestría y doctorado de la Facultad de educación de la Université de Sherbrooke. Representa a los estudiantes de 2º y tercer ciclo de la Facultad de educación. En general, la AGEMDEUS cuenta con más de 400 miembros. Forma parte de la REMDUS.
- AEFA, Asociación de estudiantes de la Facultad de administración de la Université de Sherbrooke.
- AGEESIUS, Asociación de estudiantes de ciencias de la enfermería de la Université de Sherbrooke.
- AGEEP, Asociación de estudiantes de educación física de la Université de Sherbrooke.
- RECPUS, Agrupación de estudiantes investigadores de farmacia de la Université de Sherbrooke.
- REMDUS, La Agrupación de estudiantes de maestría y doctorado de la Université de Sherbrooke es una agrupación que, por su acreditación, representa al conjunto de estudiatnes de maestría y doctorado. Está afiliada a la Federación de estudiatnes universitarios de Quebec (FEUQ).